# Lista ecvizetofitelor din Republica Moldova
Lista ecvizetofitelor din Republica Moldova cuprinde doar 8 specii. Toate ecvizetofitele actuale fac parte din clasa Equisetopsida, ordinul Equisetales, familia Equisetaceae și genul Equisetum.
| Nr. | Denumirea în latină                         | Denumirea în română     | Distribuție                                           | Imagine |
| --- | ------------------------------------------- | ----------------------- | ----------------------------------------------------- | ------- |
| 1   | Equisetum arvense (Linnaeus, 1753)          | Coada calului de câmp   | Prezent pe întreg teritoriu                           |         |
| 2   | Equisetum hyemale (Linnaeus, 1753)          | Coada calului de iarnă  | În Codri și lunca Prutului                            |         |
| 3   | Equisetum fluviatile (Linnaeus, 1753)       | Coada calului de râu    |                                                       |         |
| 4   | Equisetum palustre (Linnaeus, 1753)         | Coada calului de baltă  | Codri, nordul republicii, lunca Nistrului și Prutului |         |
| 5   | Equisetum pratense (Ehrh., 1784)            | Coada calului de râturi | Codri, nordul republicii                              |         |
| 6   | Equisetum ramosissimum (Desfontaines, 1799) | Coada calului rămuroasă | Codri, lunca Prutului, stepa Bugeacului               |         |
| 7   | Equisetum sylvaticum (Linnaeus, 1753)       | Coada calului de pădure |                                                       |         |
| 8   | Equisetum telmateia (Ehrh.)                 | Coada calului mare      | Codri, lunca Prutului și Nistrului                    |         |